# Перцов, Александр Петрович
 Александр Петрович Перцов  (1819—1896) — российский сенатор, действительный тайный советник.

## Биография
Родился 14 (26) сентября 1819 года в семье отставного поручика помещика Петра Алексеевича Перцова (1778—1830), потомки которого были внесены во 2-ю часть дворянской родословной книги Казанской губернии по определению Казанского дворянского депутатского собрания от 2 марта 1836 года; утверждёно указом Герольдии от 20 декабря 1840 года. В семье было восемь сыновей: Эраст (1804—1873), Платон (1813—?), Виктор (1814—?), Николай (1816 — после 1855), Александр, Владимир (1822—1877), Пётр (1824/1825 — не ранее 1895) и Константин (1827—1913). 
Окончил курс в Императорском Казанском университете; в 1845 году получил степень магистра и 12 ноября был причислен к департаменту министерства юстиции. В 1852 году был назначен директором Казанского губернского комитета попечительного комитета о тюрьмах, а через два года — председателем Казанской палаты уголовного суда. Совместно с братьями Петром и Константином имел в собственности в Казани каменный двухэтажный дом и 4 каменных лавки, а также поташный завод в Мамадышском уезде.
В 1860 году переведён в министерство внутренних дел и в следующем году назначен членом Казанской временной комиссии по крестьянскому делу. В том же, 1861 году, он получил назначение вице-губернатором Пензенской губернии, а в 1863 году был переведён на ту же должность в Саратовскую губернию; с 19 апреля 1864 года — действительный статский советник.
В 1866 году назначен председателем Владимирского окружного суда, а в 1867 году — товарищем министра юстиции. В 1868 году он был направлен в губернии Царства Польского для ознакомления, ввиду предстоявших законодательных работ, с устройством и личным составом судебных учреждений этих губерний. С 31 марта 1868 года состоял в чине тайного советника.
В 1870 году он был назначен сенатором в уголовно-кассационный департамент Правительствующего сената. В 1878 году перемещён в 1-й департамент Сената, в 1880 — во 2-е отделение 3-го департамента, в 1881 — в департамент Герольдии, в 1882 — в 5-й департамент, в 1886 — в межевой департамент и в 1894 году — во 2-е общее собрание; 1 января 1892 года был произведён в действительные тайные советники.
Умер 16 (28) декабря 1896 года в Санкт-Петербурге.

## Награды
- орден Св. Анны 2-й ст. (1860)[2]
- орден Св. Станислава 1-й ст. (1867)
- орден Св. Анны 1-й ст. с императорской короной (1869)
- орден Св. Владимира 2-й ст. (1873)
- орден Белого орла (1877)
- орден Св. Александра Невского (1885)